# KennyS
KennyS de son vrai nom Kenny Schrub , né le 19 mai 1995 à Sarrebourg (Moselle, France) est un ancien joueur professionnel français de Counter-Strike: Global Offensive. Depuis la sortie du jeu, il a souvent été considéré comme l'un des meilleurs snipers par les autres joueurs professionnels, des analystes, des commentateurs et des experts comme, notamment, Duncan « Thorin » Shields. Il a été nommé « Joueur Esport de l'Année 2015 » aux Game Awards 2015.
Il était joueur professionnel sur Counter-Strike: Source avant de passer sur le nouvel opus Counter-Strike: Global Offensive en 2012. Il est le 3e joueur français ayant amassé le plus d'argent de tournois, avec 681 270 $ remportés.

## Carrière

### Enfance et début
KennyS a commencé à jouer à Counter-Strike à l'âge de 6 ans. À l'époque, il regardait, et parfois même participait, aux lan entre amis que son grand frère organisait chez eux. Il profitait d'ailleurs de l'absence de ce dernier pour accéder à son ordinateur et jouer à Counter-Strike: Source. À l'age de 15 ans, il commence à fréquenter un serveur Mumble, du nom de THE WALL, où sont présents quelques grands noms de la scène française, comme apEX et Niak qui sont aujourd'hui respectivement joueur chez la Team Vitality et manager chez G2 Esports. C'est avec quelques-uns de ces joueurs qu'il participe et remporte à sa première lan compétitive en 2011, la PxL 32. Très vite après, il se retrouve en période de test chez la Team VeryGames, alors considérée comme la meilleure équipe du monde à ce moment, qui malheureusement n'aboutira pas. Il rejoint alors la Team eXtensive! en janvier 2012 et participe à la Spirit-lan 9, sa deuxième lan, où sont présentes les meilleures équipes françaises et notamment les VeryGames. Lui et son équipe finiront 3e et confirmeront leur statut de top 3 français lors des tournois suivants. Quelques mois plus tard, un joueur, mK, est exclu de la Team VeryGames et c'est alors que Niak, manager de cette dernière, annonce officiellement le recrutement de KennyS,,,.

### VeryGames et début sur Counter-Strike: Global Offensive
Fraîchement arrivé chez VeryGames, KennyS n'aura pas le temps de prouver son talent puisque la structure annonce son passage sur le nouvel opus de Valve (entreprise), Counter-Strike: Global Offensive. Les débuts sont compliqués pour lui, il avoue même que son manager, Niak, était meilleur que lui sur la version bêta du jeu. Peu confiant sur son niveau avant la DreamHack Valencia 2012, il se débloque lors de cette dernière et lui et son équipe accrochent une 2e place derrière l'équipe suédoise Ninjas in Pyjamas. La fin de l'année donnera des résultats similaires, les Ninjas in Pyjamas restant invaincus face aux Français. KennyS perd ainsi en finale de l'ESWC 2012, ainsi qu'en finale de la DreamHack Winter 2012.
En 2013, VeryGames termine à la 4e place de la Copenhagen Games 2013, avant d'enfin remporter un tournoi, le Mad Catz Invitational Birmingham. Malgré cela au début du mois de mai, KennyS, manquant d’expérience et ne parvenant pas à rejoindre le niveau de ses coéquipiers, est écarté de l’équipe. Il rejoint alors Team LDLC et, 3 jours plus tard, prend sa revanche sur VeryGames lors d'un match en ligne, 16-13. En août la Team LDLC est dissoute et KennyS va enchaîner les équipes et structures différentes : Warmaker, Recursive eSports, Clan-Mistik ne dépassant pas les 2 mois dans chacune à cause d'instabilité chronique.

### Le haut niveau
Fin 2013, à cause de problèmes internes, la Team VeryGames est dissoute. Les joueurs sont recrutés dans une nouvelle structure: Titan. KennyS, à ce moment toujours instable, est recruté fin avril 2014 par cette dernière  et retrouve donc quelques-uns de ses anciens camarades. Mais les résultats sont mitigés, malgré un bon début avec une seconde place à la Gfinity 3 et une victoire de la Dreamhack Invitational II l'équipe ne confirme pas en fin d'année. En 2015 c'est le même schéma, des débuts prometteurs mais les Titans ne tiennent pas et finalement en juillet KennyS, ainsi que apEX, sont échangés contre deux joueurs de chez EnvyUs.
Tout de suite, les résultats sont au rendez-vous, un mois après son recrutement, KennyS et ses coéquipiers remportent IEM Season X, suivi d'une seconde place au deuxième Major de l'année, l'ESL One Cologne 2015. Le mois suivant ils remportent la DreamHack Open London 2015 ainsi que Gfinity Champion of Champions. Les EnvyUs finissent en beauté 2015 avec une victoire au dernier Major de l'année, la DreamHack Open Cluj-Napoca 2015, une première pour KennyS qui sera d'ailleurs élu MVP du tournoi. Ce n'est pas la seule distinction qu'il recevra cette année-là car, en plus d'être le MVP de la DreamHack Open London 2015  il est aussi désigné Joueur de l'année aux Game Awards.
En 2016, KennyS et EnVyUs finissent 5-8e de l'ELEAGUE saison 1. En septembre, ils remportent le Gfinity CS:GO Invitational après avoir battu mousesports en finale, 3-0 (19-17 / 16-12 / 16-14).
En 2017, KennyS remporte, toujours avec la Team EnVyUs, les finales de la première édition des World Electronic Sports Games, lançant ainsi magnifiquement leur saison en récupérant 800 000 $. L'équipe participe ensuite au premier Major de l'année, l'ELEAGUE Major Atlanta, où elle termine à la 9-12e place.
Le 3 février 2017, juste après le Major, KennyS rejoint G2 Esports en compagnie de Nathan «NBK» Schmitt et Dan «apEX» Madesclaire. Le trio retrouve Richard «shox» Papillion et Alexandre «bodyy» Pianaro. Édouard «SmithZz» Dubourdeaux prend le rôle de coach. G2 Esports fait partie des équipes en lice à l'EPICENTER en octobre, où elle arrivent 3-4e après avoir perdu face à Virtus.pro en demi-finale (09-16 / 16-14 / 10-16).
Entre-temps, G2 a remporté les finales ESL Pro League saison 5 et la DreamHack Masters Malmö. kennyS a reçu le titre de MVP (meilleur joueur) dans les deux tournois,.
En 2018, avec G2 Esports, KennyS participe à ELEAGUE Boston Major de janvier où ils terminent 5-8e après avoir été vaincus par Cloud9, futur vainqueur, en quarts de finale (08-16 / 07-16). Ce résultat permet toutefois à G2 d'être directement qualifiée pour le prochain Major. En septembre, les français se retrouvent donc au FACEIT Major de Londres après avoir effectué deux changements dans la line-up, Kévin «Ex6TenZ» Droolans et Édouard «SmithZz» Dubourdeaux remplaçant Dan «apEX» Madesclaire et Nathan «NBK» Schmitt. Cependant, ils échouent à réitérer leur précédente performance et échouent dès la seconde phase de ronde suisse, terminant donc le tournoi sur un top 9/11.
En février 2019, l'équipe G2 Esports a participé à la coupe du monde à Katowice. Le G2 Esports n'a pas pu sortir du groupe et s'est envolé sur le score de 1-3. Ils ont battu les équipes Natus Vincere, MIBR et ENCE et ont remporté 1 victoire sur l'organisation allemande BIG.
Le deuxième Championnat du monde en 2019 a eu lieu à Berlin. L'équipe G2 Esports n'a pas réussi à sortir du groupe une fois de plus, terminant avec un score de 2-3. Ils ont perdu contre Astralis, AVANGAR et Renegades et ont gagné contre Natus Vincere et MIBR. Après ce tournoi, l'équipe G2 Esports a subi des changements majeurs dans sa composition.
En novembre 2022, Kenny Shrub rejoint les «Falcons» d'Arabie saoudite. Il a joué 119 cartes et a quitté l'équipe en mai 2023. «KennyS» est devenu un Streamer professionnel sur CS:2 et le reste à ce jour.

## Palmarès

### Titan
- 13-16e — ESL One Katowice 2015
- 1er — Gamers Assembly 2015

### Team EnVyUs
- 1er — DreamHack Open Cluj-Napoca 2015
- 13–16e — ESL One Cologne 2016
- 5-8e — ELeague Season 1
- 1er — World Electronic Sports Games 2016
- 2e — ESL One Cologne 2015

### G2 Esports
- 1er — DreamHack Tours 2017
- 1er — HTC 2vs2 Invitational by PGL
- 1er-2e — DreamHack Open Austin 2017
- 1er —  ESL Pro League Season 5
- 2e  —  IEM KATOWICE 2020
- 1er —  DreamHack Masters Malmö 2017
- 3e —  World Electronic Sports Games 2018
- 2e — ESL Pro League Season 9 Finals
- 3e-4e — ESL One New York 2019
- 2e  —  cs_summit 5
- 2e — IEM Katowice 2020
- 3e-4e — IEM Winter 2021